# Won sud-coréen (depuis 1962)
Pour les articles homonymes, voir Won et Won sud-coréen.
Le won sud-coréen (prononcé en coréen : /wʌn/ ; symbole : ₩ ; code ISO 4217 : KRW ; hangeul : 원 ; hanja : 圓) est la monnaie de la Corée du Sud depuis 1962, en remplacement du hwan qui avait été utilisé de 1953 à 1962. Au 23 janvier 2025, il faut 1 495 wons pour 1 euro ; en décembre 2024, l'inflation annuelle était estimée à 1,96 %,.
Le won est un mot apparenté au yuan chinois et au yen japonais car ils s'écrivaient initialement tous les trois avec le même caractère 圓 qui signifie « rond ». Un won est divisé en 100 jeon (hangeul : 전 ; hanja : 錢), cependant la sous-unité n'est plus en circulation.

## Historique

Taux de change du dollar américain en won depuis 1990.

Taux de change de l'euro en won depuis 1999.

En 1945, avec le départ des Japonais et l'arrivée des États-Unis, le premier won sud-coréen remplace le yen coréen en respectant tout d'abord la parité de un won pour un yen. Le won est ensuite lié au dollar des États-Unis dès octobre 1945 mais subit une dévaluation rapide qui mène à son remplacement par le hwan au taux de 100 wons pour un hwan en 1953, une monnaie qui est elle-même de nouveau remplacée par le won sud-coréen actuel au taux de 10 hwans pour un won le 9 juin 1962.
Les principales institutions gérant le won datent de cette époque. La banque centrale est la banque de Corée, fondée le 12 juin 1950 en remplacement de la banque de Chosen. L'impression des billets et la fabrication des pièces sont sous la responsabilité de KOMSCO, une entreprise gouvernementale fondée le 1er octobre 1951.
Lors de sa création, la valeur du won est fixée à 125 won pour un dollar, ce taux passe à 255 ₩/$ le 3 mai 1964, 400 ₩/$ le 3 aout 1972, 480 ₩/$ le 7 décembre 1974 et finalement 580 ₩/$ le 12 janvier 1980. À partir du 27 février 1980, des efforts sont faits pour aller vers un taux de change flottant.
Le won flotte officiellement complètement depuis un accord signé avec le fonds monétaire international le 24 décembre 1997 au cœur de la crise économique asiatique. À cette occasion, le won perd plus de la moitié de sa valeur passant de 915 ₩/$ le 20 octobre 1997 à 1 963 ₩/$ le 23 décembre 1997.
Dans une moindre mesure, le won s'est de nouveau retrouvé sous pression lors de la crise financière de l'automne 2008 : le 29 octobre 2008, un dollar atteignait 1 451 ₩ sud-coréen contre 1 161 ₩ un mois plus tôt et 914 ₩ un an plus tôt. Le 24 juin 2013, le won s'échangeait à 1 159 won pour un dollar.

## Billets et pièces de la Corée du Sud

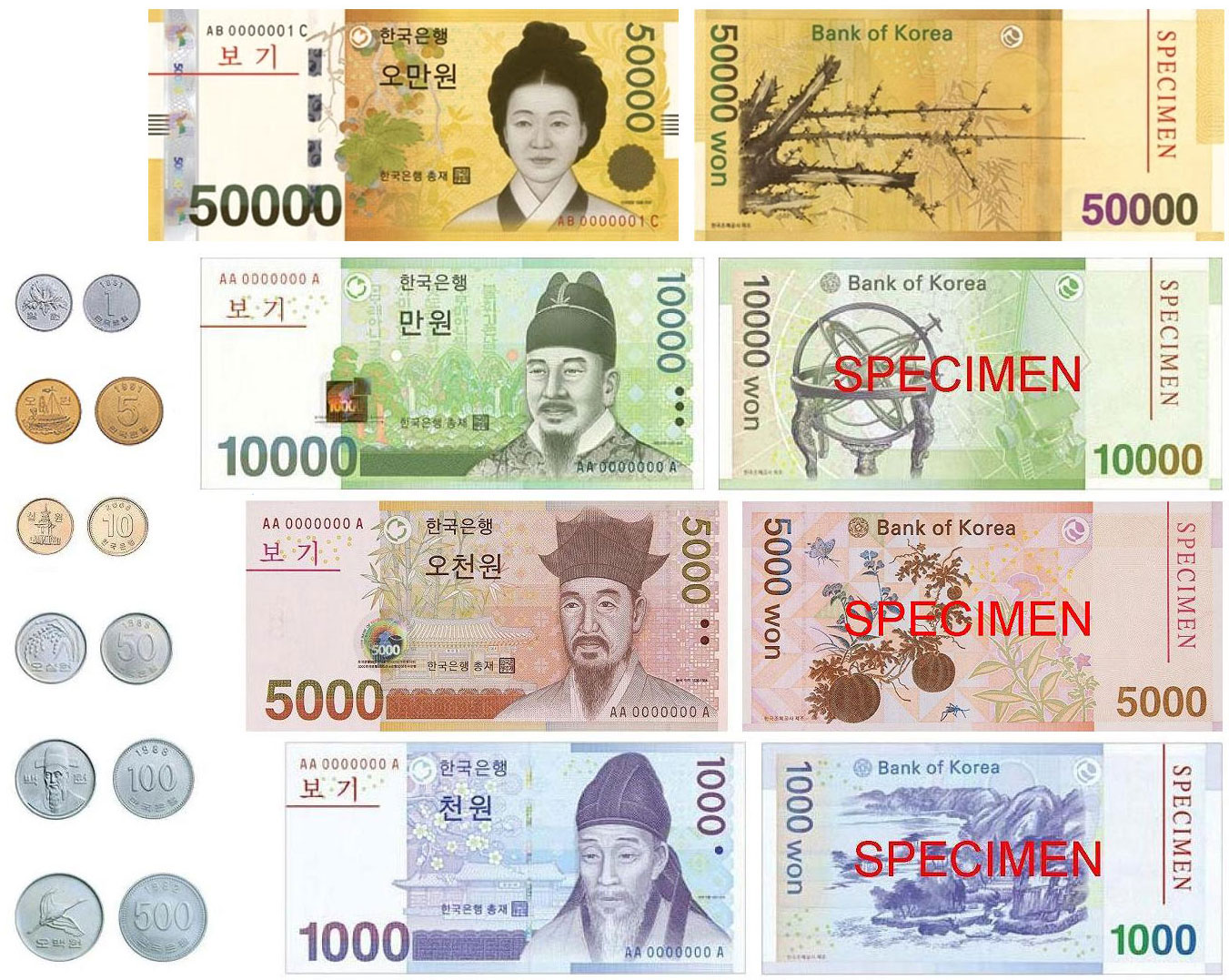
Pièces et billets actuellement en vigueur.

Historiquement, le won était divisé en 100 jeons (전, 錢). Le jeon n'est plus utilisé en Corée du Sud, car la plus petite quantité échangée couramment est de 100 won (environ 8 centimes d'euro), et la plus petite pièce courante vaut 10 won (environ 0,8 centime d'euro) bien qu'il existe toujours une pièce d'1 won en circulation.
Les pièces de 500 won ont remplacé les billets de la même valeur le 12 juin 1982 en raison de l'inflation et des distributeurs automatiques. La Banque de Corée a standardisé ses pièces en émettant des nouvelles pièces de 100 won (2e série), 50 won (2e série), 10 won (3e série), 5 won (3e série) et 1 won (3e série), le 15 janvier 1983.
En 2007, les billets de 10 000 won, 5 000 won et 1 000 won sont les coupures actuelles. Ils n'ont pas fondamentalement changé de 1983 à fin 2006, sauf en ce qui concerne la sécurité. En revanche la 5e série des coupures de 5 000 won (2 janvier 2006), et respectivement les séries 6e et 3e des coupures de 10 000 et 1 000 won (même date du 22 janvier 2007) présentent un graphisme et des couleurs modernisés mais respectant les dessins originaux.

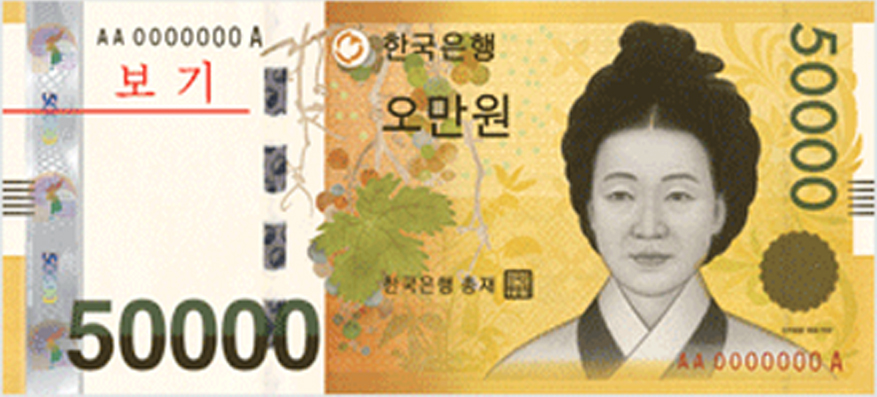
Billet de 50 000 won de 2009 représentant Sin Saimdang (1504-1551).

La 5e série du billet de 10 000 won a été émise le 19 juin 2000. Il représente le roi Sejong le Grand. La 5e série du billet de 5 000 won a été émise le 12 juin 2002 et représente le lettré Yi I. Le billet de 1 000 won date du 11 juin 1983 et représente un autre lettré de la période Chosŏn, Yi Hwang. Ces deux derniers billets ont quasiment la même taille (quelques millimètres de longueur de différence).
En juin 2009, le billet de 50 000 won (env. 37 euros) a fait son apparition. La parution tardive de cette grosse coupure est due à la volonté des pouvoirs publics de rendre plus difficile la corruption et les dessous de table. Ce billet représente une artiste du XVIe siècle, Sin Saimdang.